# Arado Ar 232
Arado Ar 232 Tausendfüßler (tiếng Đức: "Millipede"), đôi khi còn gọi là Tatzelwurm, là một loại máy bay chở hàng, do hãng Arado Flugzeugwerke của Đức thiết kế chế tạo với số lượng nhỏ trong Chiến tranh thế giới II.

## Biến thể
Ar 232 V1 & V2Ar 232A mẫu thử, lắp động cơ 1,193 kW (1,600 hp) BMW 801A/B.
Ar 232 V3 & V4Ar 232B mẫu thử, lắp động cơ BMW Bramo 323R-2 Fafnir.
Ar 232AMẫu tiền sản xuất cho thử nghiệm vận hành, lắp động cơ BMW801, 10 chiếc.
Ar 232BBản sản xuất, lắp động cơ Bramo 323 Fafnir engines, có 10 chiếc Ar 232B-0.
Ar 232CPhiên bản thiết kế lại.
Ar 432Phiên bản sản xuất dự kiến của Ar 232C, được đổi tên lại.
Ar 532Phiên bản 6 động cơ cỡ lớn của Ar 432.
Ar 632Phiên bản 6 động cơ cỡ lớn của Ar 432.

## Tính năng kỹ chiến thuật (Ar 232B)
Đặc điểm tổng quát
- Kíp lái: 4
- Chiều dài: 23,52 m (77 ft 2 in)
- Sải cánh: 33,50 m (109 ft 10¾ in)
- Chiều cao: 5,69 m (18 ft 8 in)
- Diện tích cánh: 142,60 m² (1.535 ft²)
- Trọng lượng rỗng: 12.780 kg (28.175 lb)
- Trọng lượng cất cánh tối đa: 21.150 kg (46,628 lb)
- Động cơ: 4 × BMW Bramo 323R-2 Fafnir, 895 kW (1.200 hp)  mỗi chiếc

 Hiệu suất bay 
- Vận tốc cực đại: 308 km/h trên độ cao 4.000 m (191 mph trên độ cao 13.123 ft)
- Vận tốc hành trình: 290 km/h trên độ cao 2.000 m (180 mph trên độ cao 6.561 ft)
- Tầm bay: 1.062 km (660 mi)
- Trần bay: 6.900 m (22.640 ft)

Trang bị vũ khí

- 2-3 × súng máy MG 131 13 mm (.51 in)
- 1 × pháo MG 151 20 mm
- 8 × súng máy MG 34 7,92 mm (.312 in)